# Саринай (Таджикабадский район)
Саринай (тадж. Саринай) — сельский населённый пункт в Таджикабадском районе РРП Таджикистана. Входит в состав сельской общины (джамоата) Ширинчашма. Расстояние от села до центра района (пгт Таджикабад) — 9 км, до центра джамоата (село Ширинчашма) — 2 км. Население — 997 человек (2017 г.), таджики. Население в основном занято сельским хозяйством (животноводство и растениводство). Земли орошаются главным образом водами горных источников.